# Girl (The Beatles)
Girl è una canzone dei Beatles, pubblicata nel 1965, scritta prevalentemente da John Lennon, anche se è stata accreditata alla coppia Lennon/McCartney.
La canzone fu inserita nell'album Rubber Soul e venne registrata il giorno 11 novembre del 1965.

## Il brano

### Storia e caratteristiche
La canzone descrive una ragazza innamorata, con un velo di sarcasmo: dal testo emergono segni di insofferenza e di critica nei confronti del mondo femminile.

Un'altra peculiarità del brano fu, senza dubbio, il suono di un profondo respiro echeggiante nel coro avente, per alcuni, il significato simbolico di una lunga "tirata" di uno spinello di marijuana.
In un'intervista concessa alla rivista Rolling Stone il 5 dicembre del 1980,
John Lennon affermò che la canzone Woman inserita nell'album Double Fantasy gli rammentava un brano dei Beatles, anche se la musicalità e le note erano sostanzialmente diverse. Lui giudicò Woman una versione cresciuta di Girl.

## Classifiche e riconoscimenti
In Italia uscì, il 1º ottobre del 1966, un 45 giri contenente Girl sul Lato A e Nowhere Man sul Lato B. La copertina evidenziava una bandiera gialla, marchio della trasmissione radiofonica condotta da Gianni Boncompagni e da Renzo Arbore.

Il disco stazionò nelle nostre hit parade per dodici settimane raggiungendo, al massimo, l'undicesimo posto. Nello stesso anno Augusto Righetti e Charly's Team incise la versione in italiano con testo di Mario Cenci inserita nell'album Righetti al Charly Max canta i Beatles in italiano.
Nel 1977 la Capitol realizzò un singolo per pubblicizzare l'album Love Songs contenente le canzoni Girl e You're Going to Lose That Girl. Tuttavia, il singolo fu annullato prima dell'uscita. Nel 1967 Peppino di Capri canta il brano in italiano con testo di Mario Cenci.

## Formazione
- John Lennon - voce, chitarra ritmica
- Paul McCartney - cori, basso
- George Harrison - cori, chitarra solista
- Ringo Starr - batteria